# Wanda Polańska
Wanda Polańska (ur. 29 kwietnia 1931 w Fumay we Francji, zm. 28 października 2020 w Krakowie) – polska śpiewaczka operetkowa.

## Życiorys
Wanda Polańska była uczennicą profesora Józefa Gaczyńskiego w Krakowie. Zadebiutowała w roku 1957 w Operetce Śląskiej w Gliwicach. Na tamtejszej scenie śpiewała przez sześć sezonów głównie partie w takich operetkach jak Zemsta nietoperza, Księżniczka czardasza, Król włóczęgów, Cnotliwa Zuzanna, Wiktoria i jej huzar.
W roku 1963 artystka przeniosła się do Warszawy, stając się wkrótce pierwszą gwiazdą stołecznej Operetki Warszawskiej. W operetce występowała do 1978 roku. Polańska śpiewała też gościnnie w Bukareszcie, Moskwie, Leningradzie, Kijowie i Charkowie. Występowała we wszystkich krajach „demokracji ludowej”, a także w Anglii, Kanadzie i Stanach Zjednoczonych.
Nagrywała bogaty i różnorodny repertuar dla radia i telewizji. Wystąpiła też kilkakrotnie w programach Podwieczorek przy mikrofonie w kawiarni Stolica.

## Dyskografia
- Колядки – Kolędy prawosławne (Orthodox Carols)[6]
- Najpiękniejsze arie z operetek i musicali[6]